# Kolonat (Geschichte)
Der (oder das) Kolonat (lateinisch colonatus) war ein gesetzlich definiertes System zur Organisation einer Gruppe der in der Landwirtschaft tätigen Bevölkerung, welches sich im Verlauf der Spätantike im Imperium Romanum entwickelte und später zum Teil in den nachrömischen, im Rahmen der Völkerwanderung entstandenen Königreichen der Goten (Westgoten- und Ostgotenreich), Vandalen, Burgunder und Franken (Fränkisches Reich) übernommen wurde. Im oströmisch-byzantinischen Reich wurde der Kolonat nach den Gesetzen der spätantiken Kaiser bis ins Mittelalter fortgeführt.

## Kolonenwirtschaft in der Zeit des Prinzipats
Zunächst bedeutete colonus im Lateinischen ganz allgemein den Ackerbauern im Unterschied zum Hirten (pastor). Die Kolonenwirtschaft bezeichnete im römischen Kaiserreich (1. bis 3. Jahrhundert) ursprünglich den Stand der bäuerlichen Kleinpächter auf Großgrundbesitz, insbesondere jenen auf kaiserlichen Domänen, sowie das vergleichbare agrarwirtschaftliche System, welches sich damals möglicherweise nach hellenistischem Vorbild in Kleinasien und Ägypten, vielleicht auch angesichts eines sich abzeichnenden Sklavenmangels, entwickelte.
Zum Ackerpächter (colonus) wurde ein freier römischer Bürger, wenn er mit einem Grundeigentümer (patronus, dominus) einen kündbaren Pachtvertrag (locatio conductio rei) abgeschlossen hatte. Die Pflicht des Kolonen war es, den Boden zu bebauen und den Pachtzins zu erbringen. Aus diesem Grund musste der Kolone eine Strafe zahlen, sollte er den Boden innerhalb der vereinbarten Pachtzeit verlassen. Grundsätzlich galt dies bis in die Zeit der severischen Kaiser (193 bis 235) für die meist auf fünf Jahre angelegte Laufzeit des Pachtvertrages. Nach dessen Ablauf konnte der Kolone das Land verlassen oder einen neuen befristeten Vertrag schließen. Es lag aber im Interesse der Grundeigentümer, eine stetige Bebauung des Bodens zu gewährleisten, um Einnahmeausfälle und damit Pachtrückstände sowie Steuerschulden zu vermeiden. Dieser Umstand wirkte sich langfristig negativ auf die Rechtsstellung der Kolonen aus, als der allgemeine Steuerdruck seit dem 3. Jahrhundert erheblich wuchs.

## Entstehung und Entwicklung des Kolonats in der Spätantike
Im Jahr 332 erließ Kaiser Konstantin der Große ein Gesetz, das erkennen lässt, dass bestimmte Kolonen das gepachtete Land nun nicht mehr verlassen durften:

„Kaiser Konstantin an die Provinzialen: Bei wem auch immer ein Kolone fremden Rechts angetroffen wird, muss nicht nur selbigen an seinen Ursprungsort zurückversetzen, sondern darüber hinaus seine Kopfsteuer für diese Zeit übernehmen. Auch Kolonen, die bei der Flucht helfen, müssen mit Ketten gebunden werden...“

Mit „Kolonen fremden Rechts“ (coloni iuris alieni) sind hier solche Kolonen bezeichnet, die ursprünglich einer anderen oder andersartigen Grundherrschaft zugehörig waren als der, in der sie angetroffen wurden.
Hieraus entwickelte sich im 4. Jahrhundert eine dauerhafte Bodenbindung, die bald auch auf andere Kolonengruppen übertragen wurde. Die Tendenz, die Rechte der Kolonen einzuschränken, setzte sich fort, und der Kreis der bodengebundenen Kolonen wurde erweitert. Zu Beginn des Jahrhunderts war bereits die Gruppe der kaiserlichen Kolonen in ihrer Amts- und Heiratsfähigkeit eingeschränkt worden, d. h. sie durften keine anderen staatlichen Dienste ausüben und konnten mit freien römischen Bürgern bzw. Bürgerinnen nur noch Ehen eingehen, die den Kolonat begünstigten. Im weiteren Verlauf wurden dann auch die persönlichen Rechte der nicht-kaiserlichen Kolonen weiter beschnitten, etwa im Eherecht. Sie konnten schließlich nur noch untereinander rechtsgültige Ehen eingehen, immer mit dem Ziel, die Nachkommen an den Kolonat zu binden. Beziehungen mit freien und unabhängigen römischen Bürgern galten nicht als rechtsgültige Ehe (matrimonium iustum); Kinder aus dieser Beziehung fielen dem Grundherrn als Arbeitskräfte zu. Auch in ihren Rechten zur Prozessführung mussten die Kolonen Einschränkungen hinnehmen. Noch in der Kaiserzeit konnten sie entsprechend ihrem Status als Freie eine reguläre Prozessführung anstreben. Im Laufe des 4. Jahrhunderts schränkte man ihr Klagerecht gegen den Grundherrn immer weiter ein. Sie konnten schließlich nur noch wegen überhöhter Pachtforderungen (superexactiones) und wegen widerfahrenen Unrechts (iniuria) klagen. Ferner wurde das Vermögensrecht der Kolonen beschnitten, sie konnten nur noch mit Zustimmung ihres Grundherrn über persönliches Eigentum Verfügungen treffen.
Umstritten ist in der Forschung allerdings die faktische Trag- und Reichweite all dieser gesetzlichen Regelungen: Nach Ansicht mancher Gelehrter ist nicht davon auszugehen, dass der Status der Kolonen reichsweit jemals so einheitlich und systematisch reguliert war, wie es die spätantiken Gesetzessammlungen vermuten lassen. In der Tat sind die Quellen teils widersprüchlich. Insgesamt deutet die Evidenz aber darauf hin, dass sich das Kolonat zunehmend in einen Geburtsstand (condicio) wandelte. Dies fügte sich ein in einen allgemeinen Trend, Menschen erblich an bestimmte Berufe zu binden, wie es in dieser Zeit insbesondere auch für Soldaten üblich wurde. Fraglich bleibt, inwieweit dies praktisch durchgesetzt wurde.
Das Prinzip der Bodenbindung wurde gegen Ende des 4. Jahrhunderts offenbar vielfach von der Bindung des Kolonen an den Grundherrn abgelöst. Flucht konnte die Kolonen nicht von den Forderungen ihrer Grundherren befreien, es sei denn, sie lag mehr als 30 Jahre zurück, ohne dass eine Rückforderungsklage erhoben wurde. In diesem Fall durften auch die Kinder der Geflohenen nicht herangezogen werden. Hierdurch wurden allerdings wohl weniger die Kolonen begünstigt, sondern vielmehr der Anspruch auf flüchtige Kolonen unter den Grundherren geregelt. Die rechtliche Stellung der meisten Kolonen hatte sich im 4. und 5. Jahrhundert jedenfalls massiv verschlechtert. Ohne deren Eigentum im juristischen Sinne zu sein, standen sie unter persönlicher Herrschaft der Grundherren. Zwar wurde noch unter Kaiser Justinian betont, dass Kolonen prinzipiell keine Sklaven, sondern freie Bürger seien. Dennoch ist eine Annäherung der Kolonen an die Rechtsstellung der Sklaven kaum zu übersehen: Gesellschaftlich standen sie innerhalb der Schicht der freien römischen Bürger auf einer sehr niedrigen Stufe.

## Frühes Mittelalter
Folgt man den spärlichen Quellen, so bestand das (ein?) Kolonat im Fränkischen Reich bis ins 9. Jahrhundert und wurde vermutlich zusammen mit dem so genannten Patrozinium des Grundherrn und der dinglichen Unfreiheit der Kolonen eine der wesentlichsten Stützen der mittelalterlichen Gesellschaftsordnung, wobei die Frage der direkten Kontinuität dieser Formen in der neuesten Forschung umstritten ist.

## Entwicklung bis zur Neuzeit
Während Bauerngüter heute im deutschsprachigen Raum (abgesehen von Ostdeutschland) in der Regel im vollen Eigentum des Besitzers stehen, war dies im Mittelalter und bis ins 19. Jahrhundert nicht der Fall (s. Freistift und Erbpacht). Die Güter waren vielfach den Bauern von den Gutsherren unter Anwendung lehnsrechtlicher Grundsätze verliehen und die Rechte der Besitzer daher nach Lehnsrecht zu beurteilen; hier und da hatte auch das römisch-rechtliche Institut der Emphyteuse (s. d.), besonders bei Kirchengütern, Anwendung gefunden.
Daneben aber kamen zahlreiche Nutzungsrechte an Bauerngütern vor, welche nach Landrecht zu beurteilen waren, und welche man eben unter der Gesamtbezeichnung Kolonat zusammenfasst.
Die genauen rechtlichen Bestimmungen und Bezeichnungen waren regional sehr verschieden: die erblichen Laten- oder Hobgüter am Niederrhein und in Westfalen, die ebenfalls erblichen Meiergüter in Niedersachsen und in Westfalen, die Schillingsgüter im Lüneburgischen und in der Grafschaft Hoya, die Erbpachtgüter in Sachsen, Thüringen und Österreich, die Festegüter in Schleswig-Holstein, die nicht erblichen Fallgüter oder Schupflehen in Schwaben, die Todbestände in Baden, die Leibrechtsgüter in Bayern und Österreich (die beiden letzteren ebenfalls nicht erblich), die Landsiedelleihen in Oberhessen (nicht erblich im Solmsischen), die Lassgüter in der Mittelmark (nicht erblich in Sachsen) und die sogen. Herrengunst in Bayern; letzteres die Bezeichnung für Güter, die auf freien Widerruf des Gutsherrn verliehen waren.
Das Rechtsverhältnis zwischen Gutsherren und Kolonen bestimmte sich bei allen diesen Gütern im Einzelnen nach den bei der Verleihung etwa aufgenommenen Urkunden (Leihbrief, Meierbrief) sowie ab dem 18. Jahrhundert hierüber ergangenen Ordnungen (Meier-, Erbpachtsordnungen), außerdem nach lokalem und partikulärem Gewohnheitsrecht. Die Grundzüge des Rechtsinstituts sind im Großen und Ganzen überall dieselben: ein sogen. Obereigentum (Dominium directum) des Gutsherrn, ein nutzbares Eigentum des Kolonen (Dominium utile); der Kolone hatte die auf dem Gut ruhenden Lasten zu tragen; Veräußerungen ohne Zustimmung des Gutsherrn waren nichtig; das Gut haftete nicht ohne weiteres für die Schulden des Kolonen; dieser war zu sorgfältiger Bewirtschaftung des Gutes verpflichtet und konnte im entgegengesetzten Fall „abgemeiert“ werden (s. Abmeierung). Gewöhnlich hatte der Kolone beim Antritt der Erbleihe eine Abgabe (Handlohn, Laudemium, Weinkauf, Ehrschatz) an die Gutsherrschaft zu entrichten; zuweilen war auch eine sogen. Baulebung üblich; ebenso war hier die sogen. Interimswirtschaft gebräuchlich. Die moderne Gesetzgebung hat jedoch mit der ehemaligen Rechtsanschauung vom sogen. geteilten Eigentum gebrochen und an die Stelle der bäuerlichen Nutzungsrechte das volle Eigentumsrecht des Besitzers gesetzt (s. Ablösung, Bauernbefreiung).

## Weitere Beispiele und Ausläufer
Vergleichbare feudale oder feudalähnliche Patronatssysteme bäuerlicher Grundherrschaft bestanden in vielen Teilen der Welt bis weit in die Neuzeit und Moderne hinein. Im spanischen Kolonialreich in Amerika, wo die Versklavung Eingeborener zunächst nur im Krieg statthaft war, wurde die Bewirtschaftung von Bergwerken und Landgütern durch unterworfene indigene Völker mit dem langlebigen Encomienda- und Repartimiento-System etabliert. Die daraus beispielsweise entstandene Inquilinenwirtschaft in Chile bestand bis weit in die zweite Hälfte des 20. Jahrhunderts hinein. Ähnliches gilt für die Latifundienwirtschaft in Südspanien, die noch gegen Ende der Franco-Zeit im Hinblick auf die persönliche Abhängigkeit der Arbeitseinsassen spätantiken und mittelalterlichen Vorbildern ähnelte. Ein ähnliches System, das auch die Bezeichnung „Kolonat“ verwendete, setzte die portugiesische Regierung noch nach 1945 in Angola ein, um die Einwanderung von Weißen in neu angelegte „Musterdörfer“ (colonados) zu fördern.